# صندوق تنمية العراق
أُنشئ صندوق تنمية العراق (DFI) في مايو 2003، عقب غزو العراق في مارس من ذلك العام، في بنك الاحتياطي الفيدرالي الأمريكي في نيويورك بناءً على طلب من مسؤول سلطة الائتلاف المؤقتة (CPA). وحُوِّل جزء من الصندوق إلى بغداد والعراق، مع فتح حساب DFI-Baghdad في البنك المركزي العراقي "لتلبية المتطلبات النقدية". تلقى الصندوق في النهاية أموالاً بقيمة (1.724 مليار دولار أمريكي) من الحسابات البنكية العراقية التي استولت عليها قوات التحالف و"خصصتها"، إلى جانب الأموال التي استحوذت عليها قوات التحالف بقيمة (926.7 مليون دولار أمريكي). وعاد مبلغ 650 مليون دولار من هذه الأموال إلى عدي صدام حسين، الابن الأكبر للرئيس العراقي السابق صدام حسين. استخدمت هذه الأموال أيضًا خلال الفترة الانتقالية قبل إنشاء مؤسسة التمويل التنموي. وصرفت أموال صندوق تنمية العراق بشكل رئيسي على برامج شراء القمح، وبرامج تبادل العملات، وبرامج البنية التحتية للكهرباء والنفط، ومعدات للقوات الأمنية العراقية، ورواتب الخدمة المدنية العراقية وعمليات ميزانية الوزارات.
وُضع صندوق تنمية العراق تحت سيطرة سلطة الائتلاف المؤقتة والذراع الإداري لقوات الاحتلال الأمريكية-البريطانية. وأنشئ مجلس المشورة والمراقبة الدولي (IAMB) بموجب قرار مجلس الأمن التابع للأمم المتحدة رقم 1483 (2003) كهيئة رقابية مستقلة لصندوق التنمية العراقي، حيث يتمثل دوره الرئيسي في ضمان الشفافية والمساءلة المالية للصندوق. عمل مجلس المشورة والمراقبة الدولي منذ تأسيس صندوق التنمية العراقي في 22 مايو 2003 حتى حل سلطة الائتلاف المؤقتة (CPA) في 28 يونيو 2004.
كشفت التدقيقات التي أجراها مجلس المشورة والمراقبة الدولي وشركة كي بي إم جي في أكتوبر 2004 عن نظام المحاسبة غير الكافي لـ سلطة الائتلاف المؤقتة. فشل IAMB في عملية الإشراف الخاصة به لعدة أشهر بسبب النزاعات الإجرائية والتلاعب الأمريكي. خلال هذه الفترة، جرى تصدير النفط بشكل غير قانوني من العراق بسرية، وصُرف مبلغ كبير من الأموال لصندوق تنمية العراق دون محاسبة. وفقًا للتدقيقات التي أجراها المفتش العام الخاص لإعادة إعمار العراق (SIGIR)، لم يتم حساب استخدام 8.8 مليار دولار من أصل 23 مليار دولار من الأموال العراقية التي صُرفت لصندوق تنمية العراق (DFI).
أدارت الحكومة العراقية المؤقتة، اعتبارًا من 28 يونيو 2004، صندوق تنمية العراق تحت إشراف لجنة إدارة صندوق تنمية العراق، وفقًا لقرار مجلس الأمن التابع للأمم المتحدة رقم 1546، حتى 31 ديسمبر 2006.
قاد بول بريمر سلطة الائتلاف المؤقتة. خلال إدارته، واجه السفير بريمر انتقادات من بعض الأوساط بسبب إنفاقه أكثر من 90% من أموال التنمية للعراق. أُنفِق أقل من 5% من الـ 18 مليار دولار التي خصصها الكونغرس لإعادة الإعمار خلال تلك الفترة. تشكل هذه الأموال صندوق الإغاثة وإعادة الإعمار العراقي، الذي يُدار بشكل كبير من قبل مكتب إدارة إعادة الإعمار العراقي. تلعب الوكالة الأمريكية للتنمية الدولية (USAID) أيضًا دورًا في إدارة هذه الأموال. منذ نقل السيادة في يونيو 2004، أُدرِت صندوق تنمية العراق من قبل الحكومة العراقية الانتقالية.

## التدقيقات
أُجريت عدة تدقيقات على صرف الأموال من DFI خلال فترة إدارة سلطة الائتلاف المؤقتة. أُجريَت الأولى بواسطة شركة المحاسبة الدولية كي بي إم جي. كلف النائب الأمريكي هنري واكسمان موظفي لجنة الإصلاح الحكومي بإجراء تدقيق آخر على نفقات صندوق تنمية العراق.

## تدقيقكي بي إم جي
اختارت السلطة المؤقتة للتحالف ومجلس المشورة والمراقبة الدولي شركة كي بي إم جي لإجراء تدقيقات خارجية على نفقات التحالف من صندوق التنمية الإنسانية للعراق. بدأ مجلس المشورة والمراقبة الدولي (IAMB) التفاوض مع السلطة المؤقتة للتحالف (CPA) لتعيين مدقق خارجي في ديسمبر 2003. عُينت شركة كي بي إم جي في أبريل 2004 لتدقيق نفقات CPA من إيرادات النفط العراقي في عام 2003. في 15 يوليو 2004، أصدرت شركة كي بي إم جي مستندات التدقيق التي سلطت الضوء على عدة عشرات من التباينات المحاسبية الجادة. يُرجى ملاحظة الملحق المخصص بشكل خاص للمسائل المتعلقة بالرقابة الداخلية وغيرها من القضايا التشغيلية خلال فترة تدقيق الصندوق حتى 31 ديسمبر 2003.
نقل قرار الأمم المتحدة رقم 1483 السلطة لتفويض النفقات من إيرادات النفط العراقي من الأمم المتحدة إلى السلطة المؤقتة للتحالف.
أُنشئت هيئة دولية لمراقبة نفقات التحالف من إيرادات النفط العراقي، وهي مجلس المشورة والمراقبة الدولي (IAMB). كانت سلطة التحالف في إنفاق عائدات النفط العراقي مشروطة، حيث لم يكن مسموحًا للتحالف بصرف تلك الأموال إلا لفائدة الشعب العراقي. لم تُصرح تلك النفقات إلا إذا تم إنفاقها بطريقة مفتوحة وشفافة. لم يُسمح للتحالف بصرف الأموال إلا طالما أنهم تعاونوا في إشراف لجنة مراقبة الأنشطة المالية على تلك النفقات. كُلف الائتلاف بالالتزام بإجراء تلك النفقات بمشاركة عراقية فعالة.
حدد الفقرتان 12 و20 من قرار الأمم المتحدة 1483 أنه سيتم تعيين مدقق خارجي لمراجعة النفقات التي تم إنفاقها من إيرادات النفط العراقي.
حدد المدققون العشرات من الطرق الجادة التي فشلت بها شركة المحاسبة في الوفاء بالتزاماتها:
- نقص التعاون مع المدققين. اشتكى مدير CPA بول بريمر من أن المفتش العام المستقل ستيوارت بووين، الذي عينه الكونغرس، لم يلتق به أبدًا. على النقيض من ذلك، يقول مدققو كي بي إم جي إن السيد بريمر لم يحدد موعدًا للاجتماع معهم قبل التسليم الرسمي، وفاجأ الجميع بمغادرته العراق مبكرًا فور تسليمه المبكر للسلطة إلى الحكومة المؤقتة. جورج وولف، رئيس مجلس مراجعة البرامج، أمين خزينة العراق الفعلي "لم يكن قادرًا على الاعتراف بالعرض العادل لبيان الإيرادات والمدفوعات النقدية، واكتمال العقود المهمة التي أبرمها صندوق تنمية العراق والمسؤوليات المتعلقة بتنفيذ وتشغيل أنظمة المحاسبة والرقابة الداخلية، المصممة لمنع واكتشاف الاحتيال والخطأ."
- مدقق داخلي. في اللائحة الثانية لمشرف سلطة الائتلاف المؤقتة، بتاريخ 10 يونيو 2003، التزم بريمر بأن "تحصل سلطة الائتلاف المؤقتة على خدمات شركة محاسبة عامة معتمدة ومستقلة لدعم الهدف المتمثل في ضمان إدارة واستخدام الصندوق بطريقة شفافة لصالح شعب العراق، وتشغيله بما يتماشى مع القرار 1483." يجب أن يكون المحاسبون الذين يؤدون هذه الوظيفة منفصلين عن أولئك المحاسبين العموميين (المدققين) المعتمدين من قبل المجلس الاستشاري والمراقب الدولي. لكن بريمر لم يحصل أبداً على خدمات مدقق داخلي. بدلاً من ذلك، قامت شركة المحاسبة بتوظيف شركة استشارية لإعداد نظام محاسبة – غير مكتمل في وقت التسليم.
- المحاسبة المزدوجة. لم يستخدم المحاسب القانوني نظام محاسبة القيد المزدوج. بدلاً من ذلك، استخدمت ما أطلق عليه المدققون قائمة معاملات نقدية قائمة على الإدخال الفردي—20 مليار دولار من النقدية الصغيرة. لم تقم هيئة إعادة الإعمار والإدارة المؤقتة (CPA) بعملية تسوية نقدية حتى أبريل 2004، بعد أحد عشر شهرًا من إدارتها. في تلك المرحلة، كانت سلطة الائتلاف المؤقتة قد صرفت 6 مليارات دولار في فئات المئة دولار.
- قياس نفط العراق. تضررت بنية العراق التحتية للنفط عندما تولت سلطة الائتلاف المؤقتة السيطرة. أجرت سلطة الائتلاف المؤقتة إصلاحات مختارة. لكن لجنة المراقبة الدولية للأموال العراقية وجدت أن سلطة الائتلاف المؤقتة قد اختارت عدم إصلاح العدادات على خطوط الأنابيب. أخبرت مجلس المشورة والمراقبة الدولي سلطة الائتلاف المؤقتة أنهم كانوا قلقين من أن نقص القياس جعل تدقيق صادرات النفط العراقي غير موثوق به – مما يجعل من المستحيل اكتشاف الاحتيال أو الخداع أو التهريب. محضر اجتماع مجلس المشورة والمراقبة الدولي يوضح أن سلطة الائتلاف المؤقتة قد أكدت لمجلس المشورة والمراقبة الدولي أنها كانت في طور إصلاح العدادات - بنية سيئة. انتهت سلطة الائتلاف المؤقتة دون أن يتم إصلاح العدادات. تقديرات كمية الإيرادات النفطية التي هُرِّبت خلال عام إدارة سلطة الائتلاف المؤقتة تصل إلى 4 مليارات دولار - وهو مبلغ يعادل ما يُشتبه في أن صدام حسين قد سرقه خلال الفترة الكاملة لبرنامج النفط مقابل الغذاء.
- حفظ السجلات. وجد المدققون أن مجلس مراجعة البرنامج فشل في الاحتفاظ بمحاضر دقيقة:
- محاضر اجتماع مجلس مراجعة البرنامج لم تكن دائمًا تحتفظ بمحاضر اجتماعاتها.
- محاضر اجتماع PRB نادراً ما كانت تسجل نص المحاضر أو نتائج التصويت.
- شعر المدققون أن المحاضر لم تسجل تفاصيل كافية ليفهم القراء لاحقًا الأسباب التي دفعت المجلس لاتخاذ قراراته.
- في بعض الأحيان، لم تسجل محاضر اجتماعات PRB حتى من حضر الاجتماعات.
- وجد المدققون أن موظفي سلطة الائتلاف المؤقتة المسؤولين عن الإشراف على البرامج كانوا غالبًا غير قادرين على العثور على ملفات برامجهم. لم يكن من الممكن الاعتماد عليهم ليكونوا على دراية بالبرامج التي كانوا مسؤولين عنها.

### تدقيق واكسمان
أصدر موظفو لجنة الإصلاح الحكومي التابعة للنائب واكسمان تقريرًا نقديًا للغاية في 20 يونيو 2005.
صدر بيان صحفي لمجلس الاستشاري والمراقبة الدولي بتاريخ 22 يونيو 2004، جاء فيه:
"كما أُبلغ مجلس المشورة والمراقبة الدولي (IAMB) من قبل سلطة الائتلاف المؤقتة (CPA) أنه على عكس التصريحات السابقة، تم تأخير منح عقود القياس وتواصل الضغط على حل هذه القضية الحرجة بشكل عاجل."
كانت سلطة الائتلاف المؤقتة تقوم بشحن النفط العراقي عبر نظام أنابيب بمقاييس غير عاملة. كان يجب تقدير الكمية الفعلية للنفط الذي يتم شحنه. ترك الشعب العراقي في موقف حيث كان عليهم أن يثقوا في أن تقديرات سلطة الائتلاف المؤقتة كانت صادقة.

## انتقاد

### نقص الشفافية
صندوق تنمية العراق يتلقى 95 بالمئة من عائدات الحكومة من مبيعات النفط العراقي. كما أشارت ميزانية عام 2003 إلى أن صندوق التنمية سيوفر 1.2 مليار دولار للميزانية. ومع ذلك، لم يتم توضيح العلاقة بين صندوق التنمية والميزانية - حيث توقعت الميزانية إيرادات نفطية بقيمة 3.4 مليار دولار - وهو مبلغ أكبر بكثير من المبلغ الموجود في صندوق التنمية في ذلك الوقت. علاوة على ذلك، لم يتمكن من تفويض الإنفاق من صندوق التنمية العراقي إلا مدير السلطة المؤقتة. نُشِرت معلومات قليلة عن صندوق التنمية العراقي (DFI). استبعدت السلطة المؤقتة للتحالف المعلومات على موقعها الإلكتروني حول أي نقل للأصول إلى ومن صندوق تنمية العراق.